# Andrée Lachapelle
Pour les articles homonymes, voir Lachapelle.
Andrée Lachapelle, née le 13 novembre 1931 à Montréal et morte le 21 novembre 2019 dans la même ville, est une actrice québécoise.  

## Biographie

### Enfance et famille
Marie Pierrette Andrée Lachapelle est la fille d'Henri Lachapelle, restaurateur, et de Célina Lafond. Elle naît à Montréal, dans le quartier Mile End, qu'elle ne quitte qu'à vingt-un ans, pour aller étudier à l'étranger. Sa mère était veuve avec cinq enfants, et en aura deux autres, dont elle, la benjamine, en secondes noces avec un cousin germain de son premier mari — les deux parents ont 45 ans en 1931. Celui-ci, le père d'Andrée Lachapelle, qui vécut 90 ans, aurait voulu faire carrière au théâtre.

### Vie privée
Mère de, notamment, Nathalie Gadouas, Andrée Lachapelle fut d'abord la conjointe de Robert Gadouas puis d'André Melançon. Atteinte d'un cancer, Andrée Lachapelle meurt le 21 novembre 2019 après avoir demandé l'aide médicale à mourir.
Elle a été une militante d'Amnesty International.

## Filmographie

### Cinéma
- 1965 : La Corde au cou de Pierre Patry : Suzanne
- 1966 : YUL 871 de Jacques Godbout : Madeleine
- 1969 : Seuls les enfants étaient présents  de George Kaczender : la prostituée
- 1974 : Les Beaux Dimanches de Richard Martin : Évelyne
- 1979 : Cher papa (Caro papà) de Dino Risi : Giulia Millozza
- 1981 : Les Beaux Souvenirs de Francis Mankiewicz : Voix de la mère
- 1988 : À corps perdu de Léa Pool : Invitée au dîner
- 1989 : Dans le ventre du dragon d'Yves Simoneau : Madame Côté
- 1989 : Jésus de Montréal de Denys Arcand : la psychologue
- 1990 : Moody Beach de Richard Roy : l'antiquaire
- 1991 : Nelligan de Robert Favreau : Robertine Barry
- 1992 : Léolo de Jean-Claude Lauzon : la psychiatre
- 1993 : Cap Tourmente de Michel Langlois : Jeanne O'Neil
- 2001 : Du pic au cœur de Céline Baril : rôle inconnu
- 2004 : Littoral de Wajdi Mouawad : rôle inconnu
- 2004 : Daniel and the Superdogs d'André Melançon : Grand-mère
- 2004 : La Pension des étranges de Stella Goulet : rôle inconnu
- 2007 : La Belle Empoisonneuse de Richard Jutras : Solange, grand-mère de Roxane
- 2010 : La Dernière Fugue de Léa Pool : la Mère
- 2010 : Route 132 de Louis Bélanger : Alberta
- 2015 : La Passion d’Augustine de Léa Pool : Mère Marie-Stéphane
- 2019 : Il pleuvait des oiseaux de Louise Archambault : Marie-Desneiges

### Télévision
- 1954-1957 : 14, rue de Galais (série TV) : Suzanne Mercier
- 1959-1963 : Le Grand Duc (série TV) : rôle inconnu
- 1960 - 1964 : Filles d'Ève (série TV) : Diane Chatel
- 1963 : Phèdre (téléfilm)
- 1963 - 1966 : De 9 à 5 (série TV) : Colette Pigeon
- 1966 : Le Misanthrope (téléfilm) : Célimène
- 1966 - 1967 : Minute, papillon ! (série TV) : Élisabeth
- 1966 - 1977 : Rue des Pignons (série TV) : Hélène Arial
- 1969 : Bilan (téléthéâtre dans le cadre de la série Le monde de Marcel Dubé) : Monique
- 1971 : Entre midi et soir (téléthéâtre dans le cadre de la série Le monde de Marcel Dubé) : Madeleine
- 1974 : Toi et tes nuages (TV) : Ernestine
- 1979 : Chez Denise (série TV) : rôle inconnu
- 1980 - 1986 : Le Temps d'une paix (série TV) : Marie-Thérèse Fournier
- 1982 - 1986 : Monsieur le ministre (série TV) : Louise Robert
- 1987 - 1990 : La Maison Deschênes (série TV) : Françoise Beneix-Deschênes
- 1989 - 1991 : Super sans plomb (série TV) : Mme Guindon
- 1990 - 1991 : Libre-échange (série TV) : Marie-Hélène Fortin
- 1991 : Les Naufragés du Labrador (TV) : la femme de George-Henry
- 1992 - 1993 : La Misère des riches II (série TV) : Andrée Cartier
- 1992 - 1995 : Scoop (série TV) : Yolande Rousseau
- 1993 : Maria des Eaux-Vives (feuilleton TV) : Carole Laforêt
- 1994 : Miséricorde (feuilleton TV) : Sœur Anne
- 1996 : Innocence (feuilleton TV) : Jacqueline Jasmin
- 1997 - 1998 : Le Volcan tranquille (série TV) : Agathe Saint-Janvier
- 1997 - 1999 : Diva (série TV) : Grand-mère d'Ariane
- 2000 : Albertine, en cinq temps (téléfilm) : Albertine (60 ans)
- 2000 : Le Pays dans la gorge (TV) : Emma
- 2001 - 2003 : Mon meilleur ennemi (série TV) : Françoise Mercier
- 2001 - 2004 : Emma (série TV) : Gisèle Dauphin
- 2003 - 2017 : L'Auberge du chien noir (feuilleton TV) : Agathe Filion
- 2005 : L'Héritière de Grande Ourse (feuilleton TV) : Madame Sylvestre
- 2006 : Tout sur moi : elle-même
- 2007 - 2008 : Les Étoiles filantes : Lise Lapointe
- 2007 - 2012 : La Galère : Madame Baer
- 2009 - 2016 : Yamaska : Florence Bergman (Davignon)

## Théâtre
- 1975 : Un tramway nommé Désir de Tennessee Williams, mise en scène Michel Fagadau, Théâtre de l'Atelier.

## Récompenses et nominations

### Récompenses
- 1990 - Prix Guy-L'Écuyer
- 1993 - Prix Génie de la meilleure actrice dans un rôle principal dans Cap Tourmente[9]
- 1995 - Prix Gémeau, Meilleure interprétation premier rôle féminin : dramatique
- 2020 - 22e gala Québec Cinéma : Prix Iris de la meilleure actrice pour Il pleuvait des oiseaux[10]

### Nominations
- 1985 - Officier de l'Ordre du Canada[11]
- 1997 - Chevalier de l'Ordre national du Québec[12]